# Parabolična antena
Parabolična antena je antena koja koristi parabolični reflektor, površina čiji je poprečni presjek parabola, za usmjeravanje radio valova u jednu točku žarišta. Glavna prednost je visoka usmjerenost, slično kao reflektor projektora ili džepne baterije. Parabolična antena ima jedan od najvećih radnih učinaka od svih vrsta antena. Koristi se za radio, televizijske i druge informatičke komunikacije, te za radar, decimetarske radio valove (300 MHz – 3 GHz) i centimetarske mikrovalove (3 GHz – 30 GHz). Relativno male valne duljine omogućuju najoptimalnije veličine reflektora, da bi se dobio zadovoljavajući signal. S otkrićem prijema satelitskih televizijskih programa, parabolične antene su sveprisutni dio modernog izgleda naselja. Koristi se i za mikrovalni prijenos, radarske antene na tlu i u avionu, bežične WAN/LAN veze, komunikacije za satelitske i svemirske letjelice, te za radio teleskope.

## Povijest
Ideja korištenja paraboličnih reflektora za radio teleskope je došla iz optike, gdje korištenje paraboličnih ogledala za fokusiranje svjetla, potiče još iz antike. Konstrukcija nekih tipova paraboličnih reflektora, kao što su Cassegrian i Gregorian tip, dolazi od sličnih reflektirajućih teleskopa, koja su otkrili astronomi u 15. stoljeću. 
Njemački fizičar Heinrich Rudolf Hertz je konstruirao prve parabolične reflektorske antene 1888. To je bio cilindrični parabolični reflektor, napravljen od cinkovih metalnih limova, koji je imao drvenu konstrukciju i imao je dipole pobuđen s iskričavim razmakom u žarištu. Objektiv je bio širok 1,2 m, žarišna udaljenost 0,12 m i radio je na frekvenciji od 450 MHz. S dvije takve antene, jedne za slanje, a druge za primanje signala, Hertz je dokazao postojanje radio valova, koje je predvidio James Clerk Maxwell prije 22 godine. Prva parabolična antena za satelitske komunikacije je proradila 1962. u Velikoj Britaniji, za komunikaciju sa satelitom Telstar.

## Vrste
Parabolične antene se razlikuju prema svom obliku:
- Paraboloidne (“tanjuri”) – oblik reflektora je kružni paraboloid. To je najčešća vrsta. Ulazni signal se pretvara u točku.
  - Reflektor sa zavjesom – ponekad se na obod reflektora učvrsti cilindrična metalna zavjesa, koja smanjuje smetnje sa strane, koje nastaju od zemaljskih mikrovalnih valova. Na zavjesi se stavlja sloj koji upija zvuk i moguće je smanjiti smetnje za 10 dB.[2]
- Cilindrične - reflektor se savija samo u jednu stranu, tako da radio valovi dolaze u žariste kao linija, a ne točka, pa se za unos signal koriste bipolne antene. 
  - ”Narančina ljuska” – to su vrlo dugi i uski reflektori, liče na slovo “C”. Često se koristi za radarske antene.

Parabolične antene se razlikuju isto prema unosu signala:
- Aksijalni prednji unos – to je najčešća vrsta unosa signala, kada je antena za unos signala smještena u žarištu. Nedostatak je da nosač za unos signala ometa jedan dio zraka da se reflektira od reflektora, pa je stupanj efikasnosti 55 – 60 %
- Bočni prednji unos – reflektor je nesimetrični dio paraboloida, tako da je žariste i unos signala s jedne strane reflektora. Namjena te vrste je da se smanji ometanje ulaznih signala. Često se koristi kod reflektora za satelitske antene, jer su vrlo male i da bi se povećao stupanj efikasnosti
- Cassegrain reflektor – kod tih reflektora, unos signal se nalazi iza reflektora, a konveksni hiperboloidalni drugi manji reflektor je u žarištu. Prednost je da se stupanj efikasnosti povećava na 65 – 70%, pa se često koristi za satelitske komunikacije i radio teleskope.
- Gregorian reflektor – sličan je Cassegrain reflektoru, s tom razlikom da je drugi reflektor konkavnog oblika (elipsoidalan). Stupanj efikasnosti se može postići viši od 70%.

## Konstrukcija
Ideja paraboličnih antena je da se ulazne paralelne zrake pretvore u točkasti ulazni signal ili obratno. Reflektor je obično metalni lim koji oblikuje kružni paraboloid i često ima porubljen vanjski rub, što i čini promjer reflektora. Da bi se ostvario maksimalni radni učinak, veoma je važno da oblik reflektora bude točan, da bi zrake s različitog dijela reflektora, bile u žarištu u fazi. Veliki reflektori često zahtijevaju i strukturu s profilima (trokutasti nosači), koja ukručuje oblik. Za primanje ulaznih signala, u žarištu je oprema koja može primiti i prenijeti ulazni signal do prijemnika, uz pomoć koaksijalnih kabela (suosnika) ili vodiča valova. 

## Radni učinak
Kvaliteta paraboličnih antena se mjeri bezdimenzionalnim parametrom, koji se naziva radni učinak, koji je omjer snage koju prima antena u odnosu na teoretsku idealnu izotropsku antenu. Tako je radni učinak antene (ili radio teleskopa):
{\displaystyle G={\frac {4\pi A}{\lambda ^{2}}}e_{A}={\frac {\pi ^{2}d^{2}}{\lambda ^{2}}}e_{A}}
gdje je :
- A - površina objektiva reflektora, a to prednja ulazna ravna ploha paraboličnog reflektora
- d - promjer reflektora
- λ - valna duljina radio valova
- eA je bezdimenzionalni parameter nazvan stupanj efikasnosti objektiva, koji je za tipičnu paraboličnu antenu 0,55 do 0,60.

Očito je što je veći objektiv ili promjer paraboličnog reflektora, to je i veći radni učinak, s obzirom na istu valnu duljinu. On se povećava s kvadratom promjera reflektora. Najveći parabolični reflektor u svijetu, Arecibo radio teleskop u Portoriku, promjera 305 metara, ima radni učinak 10 000 000, ili 70 dBi, kod 2,38 GHz. Stupanj efikasnosti objektiva eA ovisi o mnogim čimbenicima, a najviše o kvaliteti izrade i ugradnje radio teleskopa. 

## Vanjske poveznice
- WiFi: Parabolic Dish with BiQuad feeder  Arhivirana inačica izvorne stranice od 28. rujna 2020. (Wayback Machine)
- Online Satellite Finder Based on Google Maps
- Antenna types: Parabolic Antenna for WiFi
- Antenna types: Parabolic Dish Antenna  Arhivirana inačica izvorne stranice od 15. ožujka 2011. (Wayback Machine) from Educypedia
- Online pointing utility using google maps, and each satellite channel list: http://www.dishpointer.com/